# 캐스케이디아 섭입대

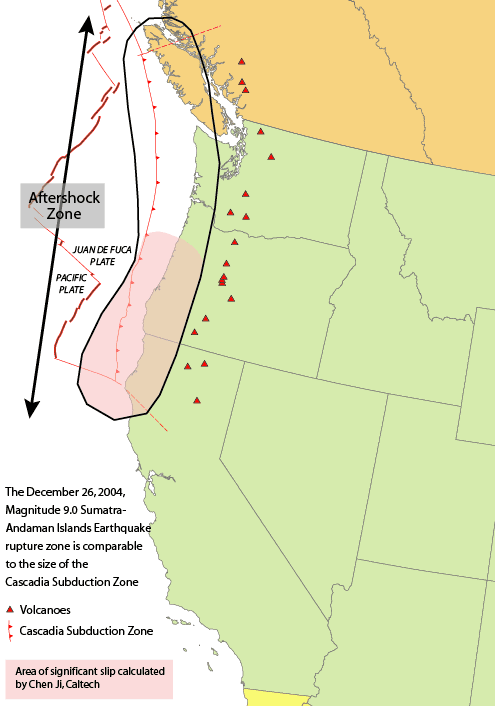
캐스케이디아 섭입대

캐스케이디아 섭입대(Cascadia subduction zone) 또는 캐스케이디아 단층은 캐나다 밴쿠버섬에서 미국의 북부 캘리포니아까지 이어진 판 수렴 경계이다. 캐스케이디아 섭입대에서는 익스플로러판, 후안데푸카판, 고르다판이 동쪽으로 이동하며 훨씬 더 큰 북아메리카판 아래로 미끄러져 계속 섭입하고 있다. 섭입대의 너비는 다양하며 이 섭입대는 남쪽에서는 북부 캘리포니아의 캐이프 멘도시노에서 시작하여 북쪽으로 미국 오리건주와 워싱턴주를 지나 캐나다 브리티시컬럼비아주의 밴쿠버섬까지 이어진다.
익스플로러판, 후안데푸카판, 고르다판은 고대에는 거대한 판이었으나 현재는 거의 대부분 북아메리카판 아래로 섭입해 사라진 패럴론판의 남은 일부이다. 북아메리카판 자체는 서북쪽으로 천천히 움직이면서 작은 판들 및 중앙 및 남부 캘리포니아의 샌앤드리어스 단층과 같은 지역에서 그 너머의 거대한 태평양판 위를 미끄러지고 있다.
캐스케이디아 섭입대에서는 부착, 섭입, 심발지진, 캐스캐이드 화산의 화산 활동 등 다양한 지각 변동 활동이 일어난다. 캐스케이디아 지역의 화산활동에는 7,500년 전에 일어난 마자마산 크레이터 호수 분화, 2,350년 전에 일어난 메저마시프산 브릿지 리버 벤트 분화, 1980년 일어난 세인트헬렌스산 등이 있다. 섭입대의 여러 활동으로 인해 영향받는 도시에는 캐나다 브리티시컬럼비아주의 밴쿠버, 빅토리아, 미국 워싱턴주 시애틀, 오리건주 포틀랜드 등이 있다.

## 역사

### 역사적 문헌
1700년 캐스케이디아 지진 당시에는 신뢰할 수 있는 공통된 기록이 존재하지 않는다. 올림픽반도 지역에서는 천둥새와 고래 사이 장엄한 전투에 관한 구술 신화가 존재한다. 2005년 지진학자 루트 루딘은 다양한 미국 원주민 신화를 수집, 분석하였다. 후아이아흐트, 마카족, 호족, 크위리우트, 유록인, 두와미시인 사람들은 땅이 흔들리고 홍수가 났다는 신화가 존재했다. 이러한 데이터 수집을 통해 지진이 일어난 년도를 추정할 수 있었으며 대략 1701년 경을 중심으로 지진 설화가 퍼지기 시작했다.

### 지각 활동
1960년대 퓨젓사운드만에서 정유 회사가 지하 파쇄를 하던 도중 발견하였다. 1990년대에는 이 섭입대가 더 이상 활동하지 않는 것으로 여겨졌다.
1980년대 토마스 H. 히톤과 가나모리 히로오와 같은 지진학자들은 태평양 주변 불의 고리에서 왕성하게 활동하는 다른 섭입대와 달리 거의 활동하지 않는 캐스캐이드 섭입대에 대해 분석했다. 이들은 메가스러스트 지진을 일으키는 것으로 알려진 칠레, 알래스카, 일본의 난카이 해곡의 단층과 비슷한 점을 발견했으나 당시 다른 지구과학자들은 회의적인 결론을 얻었다.

## 같이 보기
- 아스토리아 팬스
- 캐스케이드산맥
- 캐스케이디아해협